# Jádson
Jádson Rodrigues da Silva (Londrina, 5 oktober 1983) - alias Jádson - is een Braziliaanse voetballer die doorgaans als middenvelder speelt. Jádson debuteerde in 2011 in het Braziliaans voetbalelftal.

## Clubcarrière
Hij kwam in 2005 over van Atlético Paranaense naar Sjachtar Donetsk. In 69 Europese wedstrijden voor Sjachtar Donetsk scoorde hij 16 keer. In 2016 speelde hij in de Chinese Jia League voor Tianjin Quanjian. In februari 2017 keerde hij terug in Brazilië bij Corinthians. In oktober 2020 ging hij naar Athletico Paranaense.

## Interlandcarrière
Op 9 februari 2011 maakt Jádson zijn debuut voor Brazililië, in een met 1-0 verloren vriendschappelijke interland tegen Frankrijk. Hij maakte deel uit van de Braziliaanse selectie op de Copa América 2011. In 2013 werd hij opgenomen in de selectie voor de FIFA Confederations Cup, die werd gewonnen door in de finale Spanje met 3-0 te verslaan. In de finale werd Jádson in de 73e minuut het veld ingebracht, na een wissel met Hulk.
| Interlands van Jádson       | Interlands van Jádson       | Interlands van Jádson       | Interlands van Jádson       | Interlands van Jádson       | Interlands van Jádson       | Interlands van Jádson       |
| №                           | Datum                       | Wedstrijd                   | Uitslag                     | Soort wedstrijd             | Doelpunten                  | Assists                     |
| Als speler bij São Paulo FC | Als speler bij São Paulo FC | Als speler bij São Paulo FC | Als speler bij São Paulo FC | Als speler bij São Paulo FC | Als speler bij São Paulo FC | Als speler bij São Paulo FC |
| --------------------------- | --------------------------- | --------------------------- | --------------------------- | --------------------------- | --------------------------- | --------------------------- |
| 1.                          | 9 februari 2011             | Frankrijk – Brazilië        | 1 – 0                       | Vriendschappelijk           | 0                           | 0                           |
| 2.                          | 27 maart 2011               | Brazilië - Schotland        | 2 – 0                       | Vriendschappelijk           | 0                           | 0                           |
| 3.                          | 9 juli 2011                 | Brazilië - Paraguay         | 2 – 2                       | Copa América                | 1                           | 0                           |
| 4.                          | 20 september 2012           | Brazilië - Argentinië       | 2 – 1                       | Vriendschappelijk           | 0                           | 0                           |
| 5.                          | 6 april 2013                | Bolivia - Brazilië          | 0 – 4                       | Vriendschappelijk           | 0                           | 0                           |
| 6.                          | 25 april 2013               | Brazilië - Chili            | 2 – 2                       | Vriendschappelijk           | 0                           | 0                           |
| 7.                          | 30 juni 2013                | Brazilië - Spanje           | 3 - 0                       | Confederations Cup          | 0                           | 0                           |

Bijgewerkt t/m 1 juli 2013

## Erelijst
Brazilië
- FIFA Confederations Cup

2013
1 Jefferson ·
2 Dani Alves ·
3 Thiago Silva  ·
4 David Luiz ·
5 Fernando ·
6 Marcelo ·
7 Leiva ·
8 Hernanes ·
9 Fred ·
10 Neymar ·
11 Oscar ·
12 Júlio César ·
13 Dante Bonfim ·
14 Filipe Luís ·
15 Jean ·
16 Réver ·
17 Luiz Gustavo ·
18 Paulinho ·
19 Hulk ·
20 Bernard ·
21 Jô ·
22 Diego Cavalieri ·
23 Jádson ·
Coach: Scolari